# Молино деи Торти
Молино деи Торти (итал. Molino dei Torti) је насеље у Италији у округу Алесандрија, региону Пијемонт.
Према процени из 2011. у насељу је живело 606 становника. Насеље се налази на надморској висини од 77 м.

## Становништво
| 1936. | 1951. | 1961. | 1971. | 1981. | 1991. | 2001. | 2011. |
| ----- | ----- | ----- | ----- | ----- | ----- | ----- | ----- |
| 982   | 907   | 891   | 950   | 890   | 804   | 738   | 653   |